# 竹内宏彰
竹内 宏彰（たけうち ひろあき、本名: 竹内 裕（たけうち ゆたか）、1960年5月1日 - ）は、日本のアニメプロデューサー、実業家。

## 経歴
山梨県甲府市出身。山梨大学教育学部附属中学校、山梨県立甲府第一高等学校卒業後、慶應義塾大学商学部に進学。卒業後は集英社週刊ヤングジャンプ編集部に契約スタッフとして入社（雑誌の企画としてファミコン名人ミスターXを演じる）。1988年株式会社シンクを設立。同社代表取締役社長に就任。同じく1988年にSONYから発売された世界初のゲーム(ビデオマガジン)GTVに「ミスターX」として出演した。1998年、株式会社シンクのマーチャンダイジング事業部を分割し、伊藤忠商事、アサツー ディ・ケイ、スペースシャワーネットワーク、シンクの出資により、コミックス・ウェーブを設立、同社代表取締役に就任。2001年、コミックス・ウェーブの子会社のマンガズー・ドット・コムを設立（後にコミックス・ウェーブと合併）。また、シンクのCGアニメ事業部を分割し、セガ・エンタープライゼスの出資により、トリロジー（トリロジーフューチャースタジオとは別会社）を設立し、同社副社長に就任。トリロジー清算後は、マーベラスエンターテイメントに取締役として事業部ごと転籍する。現在は株式会社シンクのプロデュース事業を継承した、株式会社テイク・ワイの代表取締役を務めるとともに、一般社団法人国際声優育成協会理事などを務める。
事業活動以外でも、慶應義塾大学、大正大学、文京学院大学、京都造形芸術大学などにおいて過去に教鞭を執り、現在も金沢工業大学客員教授を務める。
その他、東京国際アニメフェアコンペティション部門副部会長、札幌市デジタル創造プラザ ICC/Intercross Creative Centerアドバイザー、eco japan cupエコアート部門審査委員なども務めた。

## アニメーション映像作品
- 1998年　「ハッスル!! とき玉くん」(森本晃司監督、CG短編作品）
- 1999年　「鉄コン筋クリート」（森本晃司監督、CGパイロット版）
- 2002年　「ほしのこえ」（新海誠監督、アニメーション）
- 2003年　「アニマトリックス」（前田真広監督など、オムニバスアニメーション）
- 2004年　「雲のむこう、約束の場所」（新海誠監督、アニメーション）
- 2005年　「カクレンボ」（森田修平監督、CGアニメーション）
- 2005年　「惑星大怪獣ネガドン」（粟津順監督、CGアニメーション）
- 2007年　「秒速5センチメートル」（新海誠監督、アニメーション）
- 2009年　「センコロール」（宇木敦哉監督、アニメーション）
- 2010年　「シックスハートプリンセス」（小林治監督、村上隆ベルサイユ宮殿展アニメーション/国内未公開）
- 2011年　「昭和物語」（村上匡宏監督、TVシリーズ&劇場映画オリジナルアニメーション）
- 2011年　「TAILENDERS」（ピコグラフ監督、アニメーション）
- 2012年　「blossom」（山本寛監督、ショートアニメーション）
- 2013年　「宮河家の空腹」（山本寛監督、Webアニメーション）
- 2014年　「Wake Up, Girls!」（山本寛監督、TVアニメーション）
- 2014年　「Wake Up, Girls! 七人のアイドル」（山本寛監督、劇場アニメーション）
- 2014年　「うぇいくあっぷがーるZOO!」（森井ケンシロウ監督、Flashアニメーション）
- 2015年　「Wake Up, Girls! 続・劇場版　青春の影」（山本寛監督、劇場アニメーション）
- 2015年　「Wake Up, Girls! 続・劇場版　Beyond the Bottom」（山本寛監督、劇場アニメーション）
- 2016年　「ベルセルク第1クール」（板垣伸監督、TVアニメーション）
- 2017年　「ベルセルク第2クール」（板垣伸監督、TVアニメーション）
- 2017年　「アニメガタリズ」（森井ケンシロウ監督、TVアニメーション）
- 2019年　「SOUND & FURY」（水崎淳平監督、マイケル・アリアス監督、森本晃司監督など、NETFLIXアニメーション）
- 2020年　「イエスタデイをうたって」（藤原佳幸監督、TVアニメーション）

## ゲーム映像作品
- 1994年　「CGMV VIRTUA FIGHTER」（東芝EMI）
- 1998年　「バーチャファイターRPG・ダイジェスト映像」（セガ）（バーチャファイタ3tb同梱）
- 1999年　「シェンムー一章横須賀・パイロット映像、オープニング映像」（セガ）
- 2003年　「ドラッグオンドラグーン・オープニング、ゲーム内映像」（スクウェア・エニックス）
- 2006年　「NINETY-NINE NIGHTS・トレーラー映像、オープニング映像」（マイクロソフト）
- 2019年　「シェンムー３」（企画開発YS NET）

## CM・ミュージックビデオ作品
- 2001年　「Mary Jane:Le Saunda・TVCF」（香港、中国でのみ放送）
- 2006年　「Shinzou.jp：シネステージア・デジタルコミック」（itunesにて期間限定公開）
- 2006年　「Speed Guarantee：Hong Kong Broadband・TVCF」（香港・中国でのみ放送）
- 2009年　「ボヘミアン・ラプソディ～feat.Leiji Matsumoto」（EMIよりitunesと携帯電話にて配信）
- 2018年　「NHKスペシャル東京リボーン」（AKIRACG映像によるNHKスペシャル用オープニング映像）
- 2019年　「Billie Eilish - you should see me in a crown (Official Video By Takashi Murakami)」（村上隆監督）
- 2020年　「CONNECTED...CM」（押井守監督×森本晃司監督、KENWOOD配信CM）

## プロデュース作品受賞歴
- 1998年　文化庁メディア芸術祭デジタルアート部門大賞（「ハッスル!!とき玉くん」にて）
- 1999年　文化庁メディア芸術祭デジタルアート部門優秀賞（「鉄コン筋クリート」CG版にて）
- 1999年　マルチメディアグランプリ1999 CG部門最優秀賞（「鉄コン筋クリート」CG版にて）
- 2001年　CLIO AWARDS 2001 TELEVISION/CINEMA Animation部門銀賞（「ル・ソンダ」TVCFにて）

## メディア出演
- 2003年　「日経キャラクターズ!」日経エンタテイメント7月号臨時増刊「アニメとのコラボレーションで拡大するマトリックスワールド」（日経BP社）
- 2004年　「NEW MEDIA」5月号（重延テレビマンユニオン会長提唱「デジタル放送時代のカルチャーモデル論」（ニューメディア）
- 2005年　「Invitation」12月号「ゲーム・アニメ・ＣＧ 映像のアタラシイ未来」（ぴあ）
- 2005年　「Works」71号「国際的オタクビジネスマン育成を」（リクルート）
- 2010年　月刊「美術手帳」11月号「村上隆特集Projectインタビュー」（美術出版社）
- 2010年　「東京カレンダー」12月号特集「ベルサイユに魔女が舞う村上式アニメの作り方」（アクセス）
- 2011年　「東京カレンダー」1月号特集「映像2011」（アクセス）
- 2011年　「日経産業新聞」8月11日号「異才の横顔」（日本経済新聞社）

### テレビ出演
- 2007年　「ワールドビジネスサテライト」2007年12月4日放送（テレビ東京）
- 2008年　「NHKスペシャル 日本とアメリカ 第2回日本アニメvsハリウッド」2008年10月27日放送（NHK総合テレビ）

### 他出演
- 1986年　ファミコン4超人の1人、ミスターXとして大学生（卒業してる者もいた）4人により結成され、ファミコン名人として主に『ヤングジャンプ』で活躍。
- 1988年2月～1989年4月/全15号「GTV (ビデオマガジン)　ミスターX役」（CBSソニー）
- 1990年（不定期 1号～2号で終了)「GAME TV / ミスターX役」（株式会社アスキー)
- 1992年　GTV　スーパーファミコンパーフェクトビデオ'92～93 「ミスターX役」（タカラ)
- 1992年　GTV　PCエンジンパーフェクトビデオ'92～93　「ミスターX役」（タカラ）
- 1992年　GTV　メガドライブパーフェクトビデオ'92～93　「ミスターX役」（タカラ）
- 1993年　GTV　ファミリーコンピュータ10周年記念 ファミコンパーフェクトビデオ　「ミスターX役」（日本レンタルシステムサプライ）※レンタル版60分、※コンビニ専売（セル版）40分

## 講演
- 2003年　「ENTERTAINMENT GOES POP!～アニメの国際コラボレーション・アニメの将来」（11月12日～13日UCLA&東京財団主催　アメリカカリフォルニアUCLA　LAキャンパスにて）
- 2004年　「慶応義塾大学湘南藤沢キャンパス（SFC）　エンタテイメント・コンテンツ・プロデュース特論」（4月22日六本木アカデミーヒルズにて）
- 2004年　「文京学院大学80周年記念エンタテイメントビジネスフォーラム」（6月19日　文京学院大学主催）
- 2008年　「ジャパン・クールを世界へ!」（8月10日南信州広域連合・南信州地域ＣＩブランディングチーム主催）
- 2009年　「手塚治アカデミー2009 日本アニメの未来　アニメ文化はどのこ行くのか。」（4月18日東京都・読売新聞社・江戸東京博物館・財団法人東京都歴史文化財団主催　江戸東京博物館1Fホール）
- 2009年　「東京藝術大学現代映像プロデュース論」（10月24日東京藝術大学大学院主催）
- 2010年　「札幌国際短編映画祭コンテンツ産業シンポジウム3D映像と新しいコンテンツの可能性」（10月5日SAPPOROショートフェスト実行委員会主催　札幌プリンスホテル）
- 2010年　「第3期キャラビズ塾　第7回コンテンツプロデュース」（10月12日キャラクターデータバンク主催）
- 2010年　「第3期キャラビズ塾　第8回メディアプロデュース」（10月19日キャラクターデータバンク主催）
- 2010年　「SAPPORO次世代コンテンツ産業創造プロジェクトmission1　村上隆基調講演&シンポジウム」（12月18日～19日財団法人札幌産業振興財団主催)
- 2011年　「SAPPORO次世代コンテンツ産業創造プロジェクトmission2　押井守基調講演&シンポジウム」（1月20日～21日財団法人札幌産業振興財団主催)
- 2011年　「SAPPORO次世代コンテンツ産業創造プロジェクトmission3　大貫妙子震災チャリティ&シンポジウム」（3月29日財団法人札幌産業振興財団主催)
- 2011年　「第4期キャラビズ塾　第6回コンテンツプロデュース」（10月25日キャラクターデータバンク主催）
- 2011年　「CREATIVE MARKET TOKYO 2011マンガ・アニメビジネス最前線 ～異業種との新たな市場創造～」（10月27日公益財団法人ユニジャパン主催）
- 2011年　「第4期キャラビズ塾　第7回メディアプロデュース」（11月1日キャラクターデータバンク主催）
- 2011年　「札幌マンガ・アニメ学院BIG EGGS 2011」（11月3日札幌マンガ・アニメ学院主催）
- 2012年　「ICC クリエイティブフェスティバル 2012　ICCプレゼンテーション」（3月31日Intercross Creative Center・財団法人札幌産業振興財団主催)
- 2012年　「ICC クリエイティブフェスティバル 2012　ピコグラフ X 山本寛」（3月31日Intercross Creative Center・財団法人札幌産業振興財団主催)
- 2012年　「CREATIVE MARKET TOKYO 2012　特別ピッチセッション」（10月24日公益財団法人ユニジャパン主催）
- 2012年　「24年度文化庁メディア芸術人材育成支援事業　モデル的知財教育教材活用講座」（11月10日TCPL主催）
- 2012年　「未来創造イルカショウ 」（12月16日ILCA主催）
- 2013年　「POPジャパン特別セミナー～映画、ゲーム、アニメ、マンガの巨匠による最先端」（4月7日ILCA主催）
- 2014年　「第6期キャラビズ塾　第5回コンテンツ・プロデュース」（11月6日キャラクターデータバンク主催）
- 2014年　「第6期キャラビズ塾　第6回メディア・プロデュース」（11月13日キャラクターデータバンク主催）
- 2014年　「私たちの村の未来をみんなで考えよう〜リニア中央新幹線開通を見据えて」（10月25日とよおかまつり協賛講演会）
- 2015年　「アニメ産業就職セミナー」（1月17日文部科学省事業「アニメ・マンガ人材養成産官学連携コンソーシアム」主催）

## 書籍/執筆
- 1993年　「Mの暗号」（メディアファクトリー刊、渡辺浩弐共著）
- 1994年　「かっとび出前坊や 出前一丁TVCFコミック」（メディアファクトリー刊、出前コミック製作委員会著）
- 1995年　「けいたいの王様」（メディアファクトリー刊、川島サトシ共著）
- 1995年　「かっとび出前坊や2 夕日のキャッチボール」（メディアファクトリー刊、出前コミック製作委員会著
- 1995年　「WIRED」創刊2号「SEGA電子帝国の逆襲」（同朋舎出版刊）
- 1996年　「WIRED」通巻11号「ファンタジー・ファクトリー スクウェアの開発マジック」（同朋舎出版刊）
- 1997年　「WIRED」通巻24号「XYZの戯劇 ハイエンドCG市場に放たれたシリコングラフィックスの次なる一手」（同朋舎出版刊）
- 2003年　「起業人-成功するには理由がある」（メディアセレクト刊、夏目房之介著）
- 2012年　「知的財産教育のすゝめ」（東京コンテンツプロデューサーズ・ラボ発行）

## 関連人物
- 押井守（映画監督・「CONNECTED...」など）
- 森本晃司（アニメーション監督・「アニマトリックス」など）
- マイケル・アリアス（映画監督・「鉄コン筋クリート」など）
- 鈴木裕（ゲームクリエイター・「バーチャファイター」など）
- 水口哲也（ゲームクリエイター・「NINETY-NINE NIGHTS」など）
- 新海誠(アニメーション監督・「ほしのこえ」など）
- 森田修平（アニメーション監督・「FREEDOM」など）
- 宇木敦哉（アニメーション監督・「センコロール」など）
- 村上隆(アーティスト・「Miss Ko2」など）
- 山本寛 (アニメ演出家・アニメーション・映画監督：竹内は山本が設立したアニメ製作会社のエグゼクティブ・プロデューサーを務めた）
- 渡辺浩弐（GTV編集長[ディレクター]）・「月刊ゲーム情報 GTV (ビデオマガジン)『ゲーム・テック・ビデオ』」などで竹内 宏彰はミスターXとして出演した、（「Mの暗号」共著）
- 多田野貴裕（インドマン）「月刊ゲーム情報 GTV (ビデオマガジン)『ゲーム・テック・ビデオ』」で共演